# Anacamptodon
Anacamptodon là một chi rêu thuộc họ Amblystegiaceae.